# مونوبري (فرنسا)
مُونُوبْرِي (بالفرنسية: Monoprix، من مُونُو mono أي واحد أو مُوَحّد، پْرِي prix أي سِعْر) وهي مجموعة متاجر بيع بالتجزئة موجودة بفرنسا وبضعة دول أخرى كـتونس وقطر وليبيا...

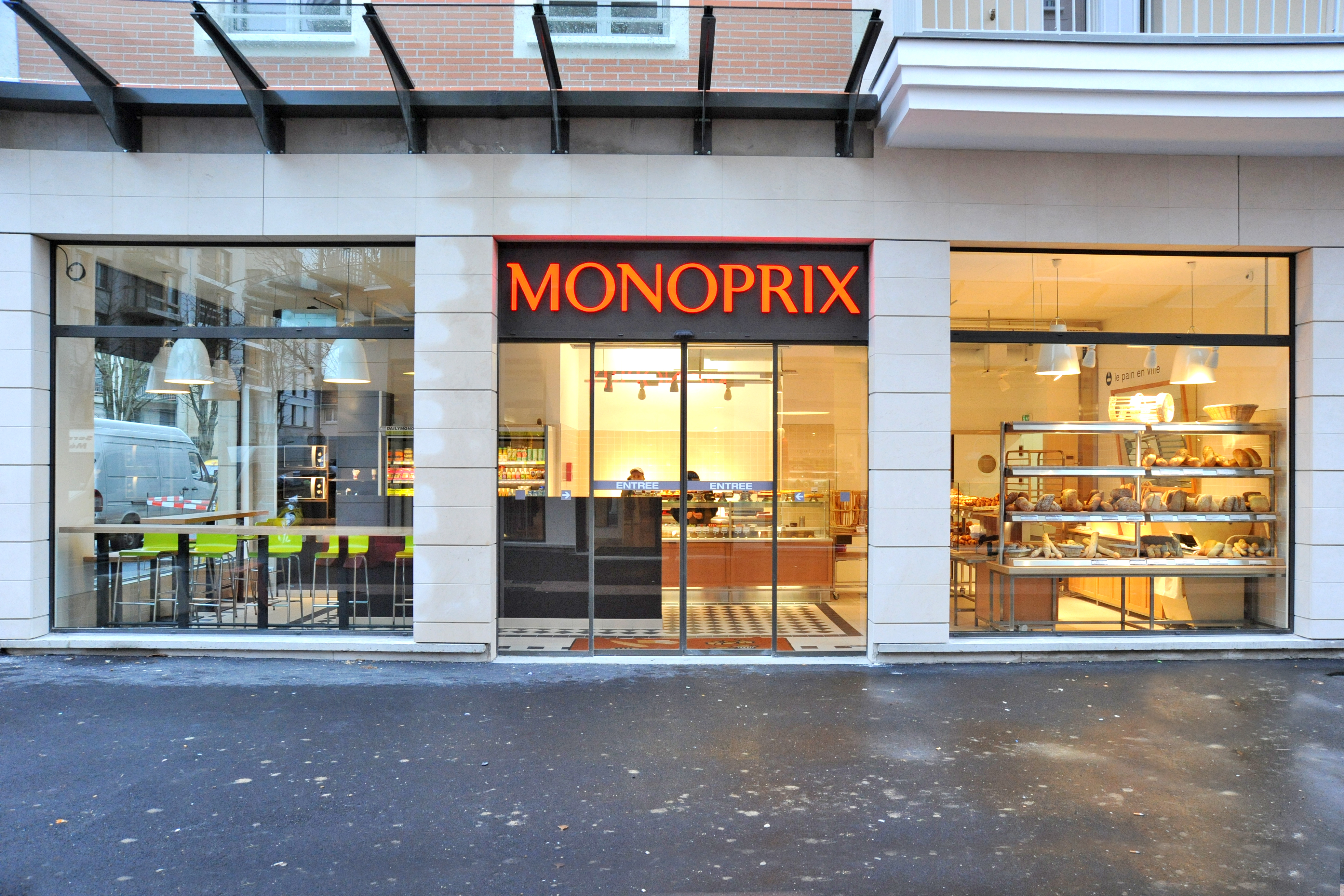
متجر مونوبري
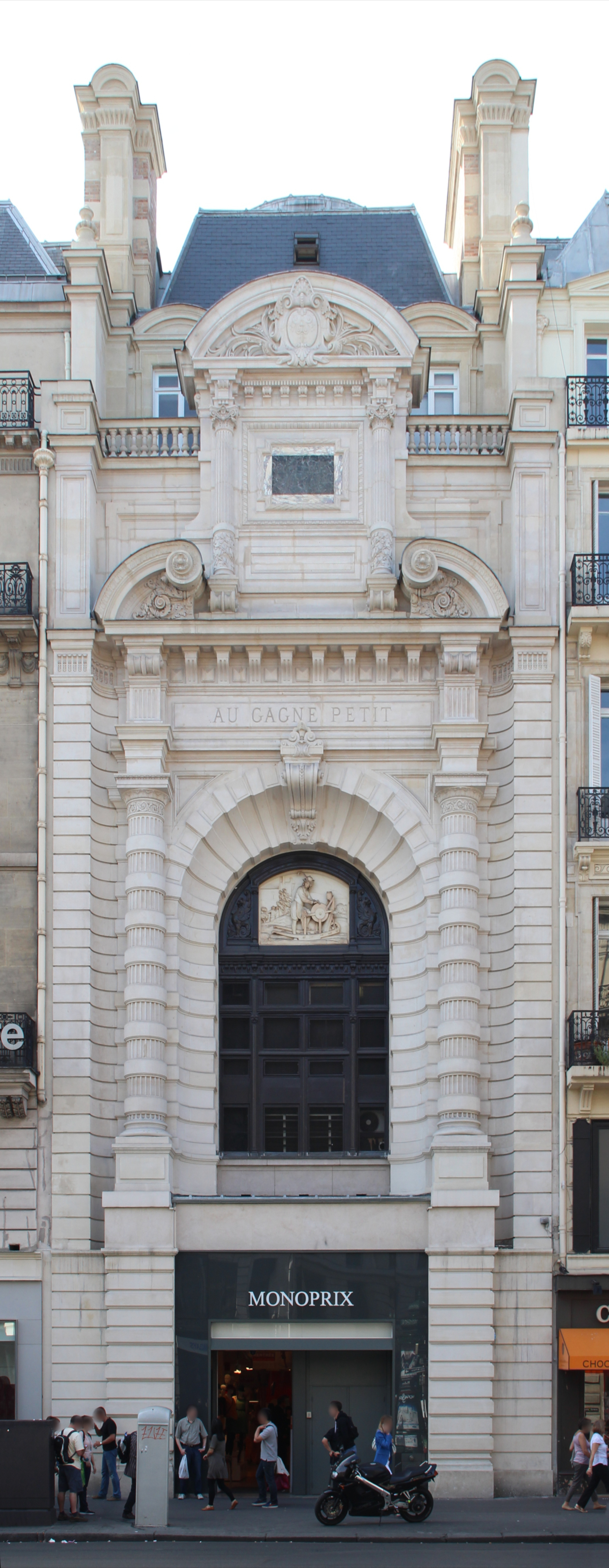
متجر مونوبري بباريس شارع الأوبرا
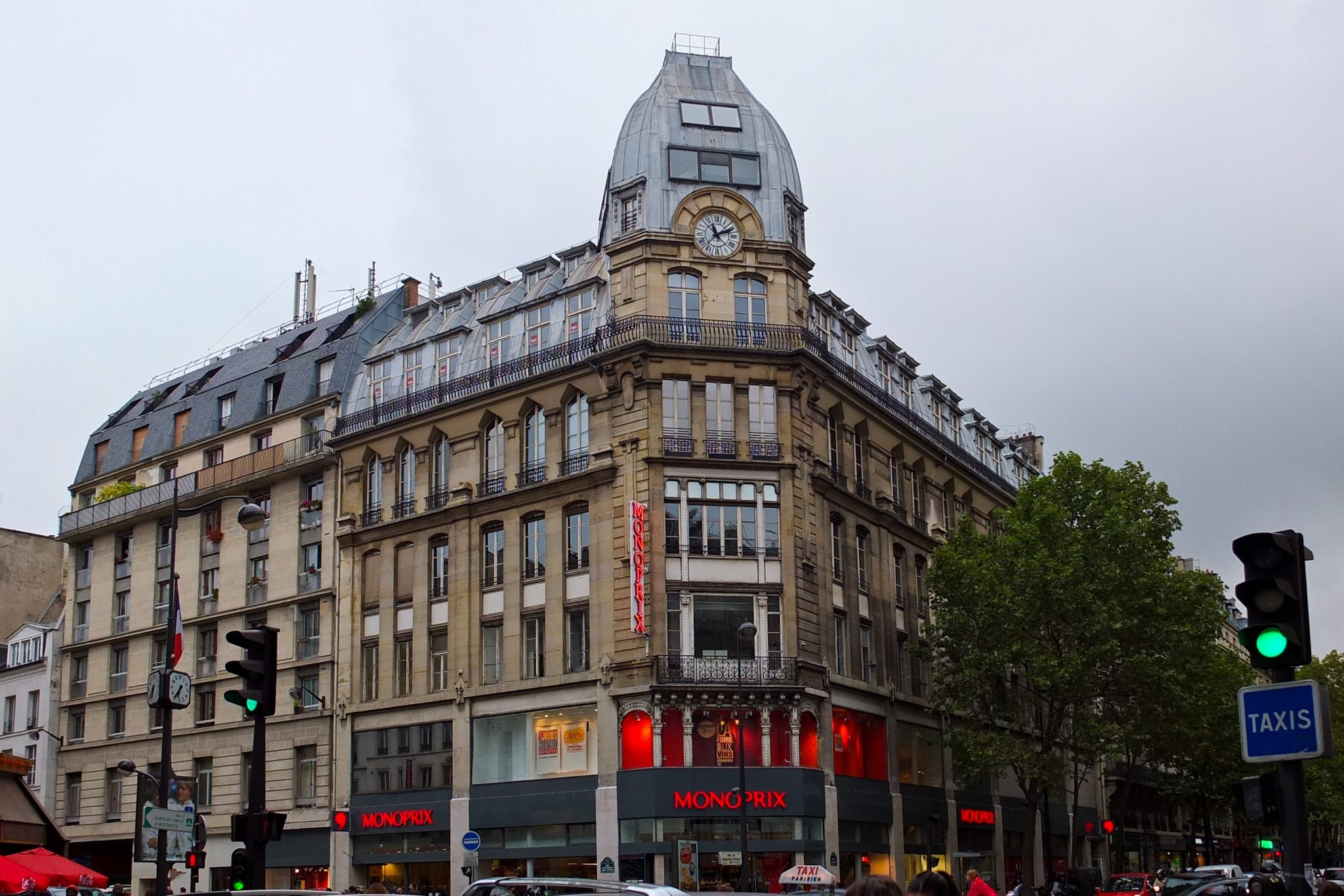
مونوبري باريس شارع لدرو رولين